# 保羅·貝恩克
保羅·貝恩克（德語：Paul Behncke，1869年8月13日—1937年1月4日）是第一次世界大戰期間的德國海軍上將，因在日德蘭海戰中指揮德國公海艦隊第三戰列分艦隊而知名。

## 海軍生涯
貝恩克於1869年8月13日在呂貝克出生。他在14歲時加入海軍，並作為一名軍官在遠東指揮一艘巡邏艇。在基爾的海軍學院學習後，他被分配到總參謀部。作為隼號無防護巡洋艦的指揮官，他回到中國海域。在被提升為艦長後，他被任命為韦廷号战列舰的指揮官，之後又被任命為威斯特法伦号無畏艦的指揮官。
第一次世界大戰爆發前不久，貝恩克晉升為海軍少將，並再次被派往總參謀部。在衝突期間，他反對阿爾弗雷德·馮·鐵必制上將的潛艇戰理論，並被任命為第三戰列分艦隊隊長，該分艦隊由德國海軍九艘最現代化的戰艦中的八艘組成（國王級與皇帝級）。貝恩克在他的國王號旗艦上領導這些戰艦參加日德蘭海戰，他在行動的第三階段指揮整個艦隊，並被砲彈碎片打成重傷。
在1917年的穆胡島海戰中，貝恩克阻止俄國艦隊的部分撤退，並擊沉光榮號戰艦。那時他已經擁有海軍中將的軍銜。第二年，在愛德華·馮·卡佩勒上將宣告放棄後，他升任國家海軍辦公室的國務秘書，在被解除職務前，他只擔任了一個月的職務。
貝恩克在戰後取代阿道夫·馮·特羅塔上將重新獲得職位。1924年從海軍退役後，貝恩克擔任德日協會的主席。1937年1月4日，他在柏林逝世，享年67歲。

## 外部連結
- 有关保羅·貝恩克在德国经济学中央图书馆（ZBW）20世纪新闻档案中的剪报。

| 军职                           | 军职                                                                      | 军职                                         |
| ------------------------------ | ------------------------------------------------------------------------- | -------------------------------------------- |
| 前任者： 弗里德里希·穆斯克魯斯 | 隼號巡洋艦艦長 1903年10月30日－1905年11月3日                              | 繼任者： 喬治·馮·安蒙                        |
| 前任者： 威廉·蘇雄             | 韦廷号战列舰舰长 1909年9月19日－1910年9月14日                             | 繼任者： 赫爾曼·諾德曼                       |
| 前任者： 弗里德里希·蓋德克     | 威斯特法伦号战列舰舰长 1910年9月15日－1911年9月30日                       | 繼任者： 威爾海姆·斯塔克                     |
| 新建立                         | 海軍副參謀長 1914年8月2日－1915年9月4日                                   | 繼任者： 萊因哈德·科赫                       |
| 前任者：                       | 第三戰列分艦隊隊長 1918年1月24日－1918年8月11日                           | 繼任者： 雨果·克拉夫特                       |
| 前任者： 愛德華·馮·卡佩勒      | 海軍辦公室國務秘書 1918年9月18日－1918年9月27日 （自1918年8月28日起代理） | 繼任者： 恩斯特·卡爾·奧古斯特·克萊門斯·馮·曼 |
| 前任者： 威廉·米歇里斯         | 海軍參謀本部部長 1920年9月1日－1920年9月14日                              | 部門改名                                     |
| 新建立                         | 海軍指揮部部長 1920年9月15日－1924年9月25日                               | 繼任者： Vizeadmiral 漢斯·曾克爾             |